# Zigoto boulanger
Pour plus de détails, voir Fiche technique et Distribution.
Zigoto boulanger (titre original : The Bakery) est un film muet américain de comédie réalisé en 1921 par Larry Semon et Norman Taurog dans lequel Oliver Hardy est un des interprètes.

## Synopsis
Larry est un employé simplet qui travaille dans une boulangerie où il lui arrive plusieurs accidents pour le moins burlesques. Il fait un jour tomber par maladresse le propriétaire de la boulangerie dans une cuve de pâte à gâteau mais parvient à se racheter après avoir déjouer les projets du contremaître qui comptait voler la boulangerie.

## Fiche technique
- Titre : Zigoto boulanger
- Titre original : The Bakery
- Réalisation : Larry Semon, Norman Taurog
- Scénario :  Larry Semon
- Producteur : Albert E. Smith
- Production : Vitagraph Company of America
- Pays de production :  États-Unis
- Durée : 24 minutes
- Format : Noir et blanc
- Langue : Muet
- Genre : Comédie
- Dates de sortie :
  - États-Unis : 1921

## Distribution
- Larry Semon
- Oliver Hardy
- Al Thompson
- Eva Thatcher